# Franc marocain
Pour les articles homonymes, voir franc.
 (décembre 2023).
Si vous disposez d'ouvrages ou d'articles de référence ou si vous connaissez des sites web de qualité traitant du thème abordé ici, merci de compléter l'article en donnant les références utiles à sa vérifiabilité et en les liant à la section « Notes et références ».
Le franc marocain (en arabe : فرنك) est l'ancienne unité monétaire du protectorat français au Maroc à partir du dahir du 21 juin 1920. La monnaie circula jusqu'au dahir du 15 octobre 1959, date de la création du dirham marocain par Abderrahim Bouabid, alors ministre marocain des Finances. Il était divisé en 100 centimes (en arabe : سنتيم, prononcé sentimat).

## Histoire
Au début du règne de Moulay Youssef, en 1912, le franc marocain est venu remplacer peu à peu le rial hassani, mais aussi les autres monnaies circulantes, au taux de 1 rial = 5 francs marocains. Sa valeur a été donc fixée par rapport au franc français avec un compte d'opérations qui devient effectif en 1917. 
Deux ans après l'indépendance du Maroc, le franc marocain a cédé sa place au dirham marocain (MAD), qui est ainsi devenu la monnaie du pays, officiellement à partir du 15 octobre 1959.

## Monnaie émise en franc marocain

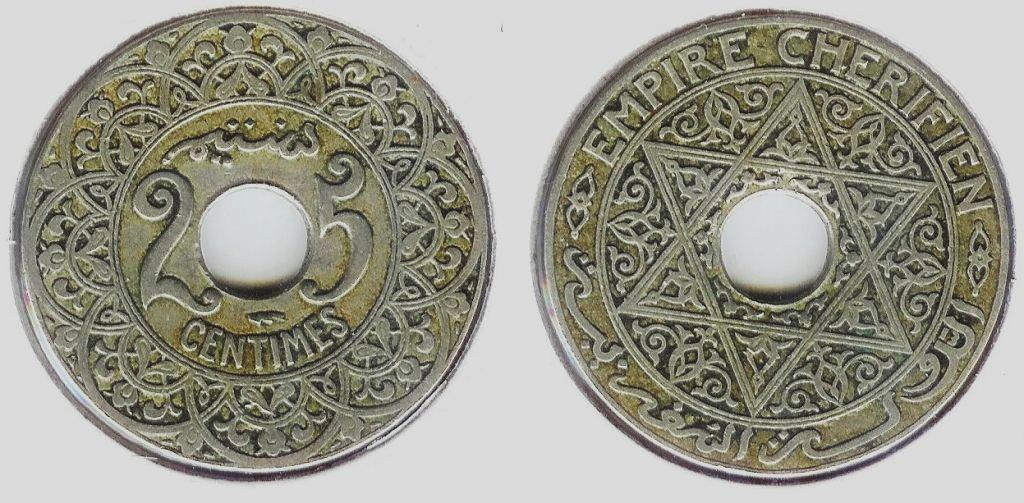
25 centimes Empire chérifien, 1924.

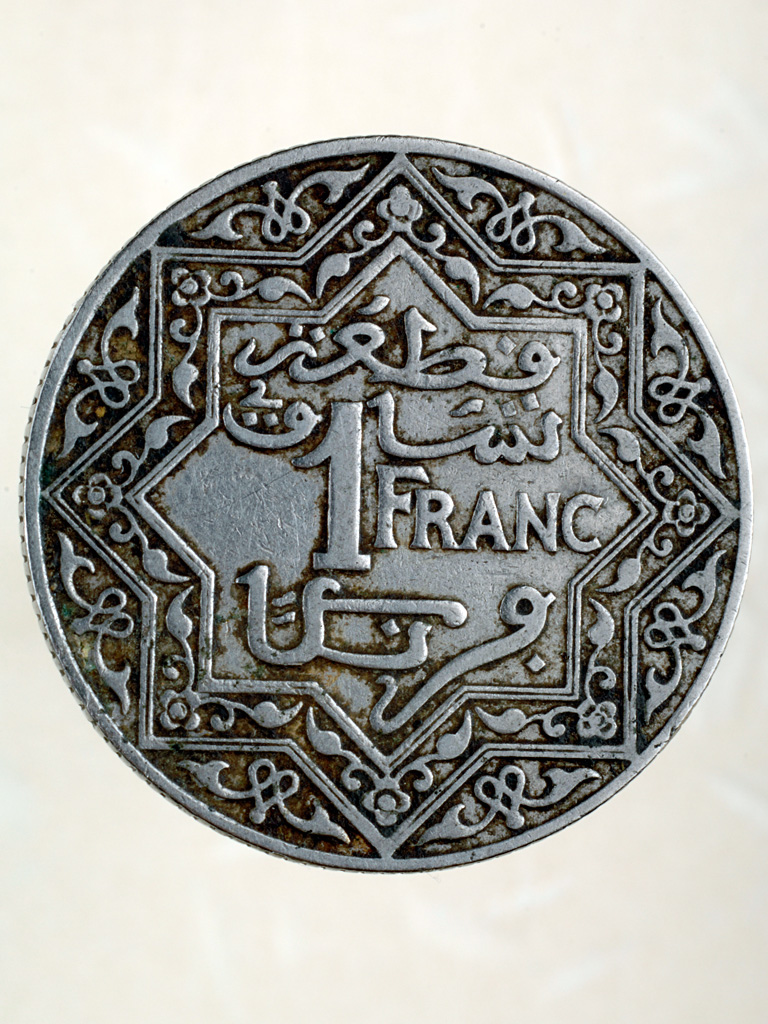
Un franc marocain en nickel (1922).

Avant 1920, la situation monétaire marocaine est très confuse : à Tanger et dans les territoires du Protectorat espagnol au Maroc circule principalement la peseta espagnole, qui est également acceptée dans le reste du pays, où circule le franc français, via la Banque de l'Algérie, et des billets libellés en rial marocain de la Banque d'État du Maroc. On a donc trois monnaies différentes, peseta et franc sont au même taux de change, ce qui n'est pas le cas du rial.

### Pièces de monnaie
Les premières séries de pièces en franc marocain sont frappées par la Monnaie de Paris au millésime de 1921. Circule d'abord une pièce en cupro-nickel d'une valeur de 25 centimes, trouée en son centre, ainsi qu'une pièce de 50 centimes et d'un franc en nickel. En 1928, sont émises des pièces complémentaires de 5, 10 et 20 francs en argent titrées 680/1000.
De 1945 à 1947, une série est frappée en cuproaluminium pour les 50 centimes, 1, 2, 5 francs et en cupronickel pour les 10 et 20 francs.
L'aluminium apparait entre 1951 et 1953 pour les 1, 2 et 5 francs, tandis que l'alliage cuproaluminium  était destiné aux pièces de 10, 20 et 50 francs. On compte aussi pour des pièces de 100 et 200 francs en argent 720 millièmes. Une 500 francs en argent 900 millièmes pesant 22,5 g est frappée en 1956.

### Billets de banque
Entre 1919 et 1923, la Banque d'État du Maroc introduisit les coupures de 5, 10, 20, 50, 100, 500 et 1000 francs. En 1938, le 5 000 francs est émis.
Suivant une pénurie de petites liquidités, un tirage d'urgence en billets de 25, 50 centimes, 1 et 2 francs s'imposa en 1944.
Après-guerre, entre 1949 et 1953, une dernière série est imprimée aux montants de 50, 100, 500, 1000, 5 000 et 10 000 francs.

### Liens Externes
- Franc Maroc, Billets 1940.
- Franc Maroc, Billets 1950.
- (en) www.banknote.ws Historique des billets de francs marocains